# Saving Emily
Saving Emily (ou Pour la vie d'Emily en Belgique) est un téléfilm canadien réalisé par Douglas Jackson et diffusé aux États-Unis le 11 octobre 2004 sur Lifetime.

## Synopsis
Emilie, une petite fille comme une autre, eu une leucémie étant petite. Lors d'une soirée avec ses copines, elle  se retrouve soudainement prise de maux de têtes et aux oreilles. L'hôpital annonce aux parents que la maladie a reprise et qu'un don de moelle osseuse est nécessaire à sa survie. Sa mère va tout essayer pour trouver un donneur pour sa fille, y compris le fait de reprendre contact avec son ex-mari, Kurt, qui est compatible.

## Fiche technique
- Titre québécois : Pour l'amour d'Emily
- Réalisation : Douglas Jackson
- Scénario : Suzanne Dolan, Ken Sanders et Mark Evan Schwartz
- Société de production : Movie Venture

## Distribution
- Alexandra Paul (VF : Véronique Augereau, VQ : Anne Dorval) : Cheryl
- Michael Riley (VF : Thierry Ragueneau, VQ : Jacques Lavallée) : Kurt
- Annie Bovaird (en) (VQ : Sarah-Jeanne Labrosse) : Emily
- Corinne Conley (VQ : Françoise Faucher) : grand-mère Wilton
- Bruce Boxleitner (VF : Hervé Bellon, VQ : Daniel Picard) : Gregory
- Chuck Shamata (VQ : Marc Bellier) : Russo
- Sophie Gendron (VQ : Anne Bédard) : Taylor
- Barry Flatman (de) (VQ : Mario Desmarais) : Oncle Theo
- Andreas Apergis (VQ : Alain Zouvi) : Will

 Source et légende : version française (VF) sur RS Doublage et VQ : Doublage Québec